# Силпа Бхирасри
Силпа Бхирасри (тайск. ศิลป์ พีระศรี, при рождении Коррадо Ферочи, итал. Corrado Feroci, 15 сентября 1892, Флоренция — 14 мая 1962, Бангкок) — скульптор, основоположник современного искусства в Таиланде. Основатель художественной школы, позже ставшей университетом Синлапакон.
Коррадо Ферочи окончил Академию изящных искусств во Флоренции и в 1925 году был приглашён в Таиланд преподавать скульптуру на факультете изящных искусств. Он стал деканом факультета скульптуры и живописи художественной школы и тем самым был ключевой фигурой в художественном образовании Таиланда.
Во время японской оккупации Таиланда во Вторую мировую войну, чтобы не быть интернированным, он изменил имя и принял гражданство Таиланда.
Силпа Бхирасри умер в Бангкоке 14 мая 1962 года. Посмертно он был награждён Орденом Сиамской короны первой степени за вклад в развитие искусства Таиланда.

## Произведения
К известным произведениям Синлапы Пхираси принадлежат:
- Памятник Раме I на мосту Пхра-Путтха-Йодфа, Бангкок;
- Памятник Раме VI у входа в парк Лумпини, Бангкок;
- Статуя стоящего Будды в парке Пхуттамонтхон около Накхон-Патхома;
- Статуя царя Наресуана в провинции Супханбури;
- Скульптуры Монумента Демократии на улице Ратчадамнэн Кланг, Бангкок.